# Angel D'Agostino
Pour les articles homonymes, voir D'Agostino.
Angel Domingo Emilio D’Agostino, né à Buenos Aires le 25 mai 1900 et mort dans cette même ville le 16 janvier 1991, est un pianiste, chanteur, chef d'orchestre et compositeur de tango en Argentine pendant l'âge d'or du Tango argentin.

## Biographie
Angel D'Agostino a commencé dans la musique dès son plus jeune âge. Il fonde son premier orchestre à l'âge de onze ans, jouant de la musique argentine sous le nom d'Orquesta Infantil de Angel D'Agostino.
Plus tard, il se tourne vers le tango et fonde en 1934 à Buenos Aires son orchestre de tango Angel D'agostino y Su Orquesta Típica. Le chanteur Angel Vargas était sous contrat avec cet orchestre. Avec lui, Angel D'Agostino a également formé le Dúo D'Agostino-Vargas. L'orchestre d'Ange D'Agostino a existé jusqu'aux années 1960.
Les enregistrements les plus célèbres, soit près de 100 enregistrements, ont été réalisés avec le chanteur Angel Vargas de 1940 à 1946.